# Phil Karlson
Phil Karlson (Chicago, 2 juli 1908 – Los Angeles, 12 december 1985) was een Amerikaans filmregisseur.

## Levensloop
Phil Karlson was de zoon van de Ierse actrice Lilian O'Brien. Hij begon te regisseren in de jaren 40. Met zijn muziekfilm Ladies of the Chorus zorgde hij voor de doorbraak van actrice Marilyn Monroe. In de vroege jaren 50 draaide hij drie films met acteur John Payne. In de jaren 60 werkte hij samen met de zangers Elvis Presley en Dean Martin. Presley speelde onder de regie van Karlson de rol van bokser Walter Gulick in de sportfilm Kid Galahad (1962), terwijl Martin in de huid van geheim agent Matt Helm kroop voor de filmkomedie The Silencers (1966). Vanaf de jaren 60 oogstten de films van Karlson minder bijval. Zijn laatste succes boekte hij in 1973 met de misdaadfilm Walking Tall.

## Filmografie
- 1944: A Wave, a WAC and a Marine
- 1945: There Goes Kelly
- 1945: G.I. Honeymoon
- 1945: The Shanghai Cobra
- 1946: Live Wires
- 1946: Swing Parade of 1946
- 1946: Dark Alibi
- 1946: Behind the Mask
- 1946: Bowery Bombshell
- 1946: The Missing Lady
- 1946: Wife Wanted
- 1947: Kilroy Was Here
- 1947: Black Gold
- 1947: Louisiana
- 1948: Rocky
- 1948: Adventures in Silverado
- 1948: Thunderhoof
- 1948: Ladies of the Chorus
- 1949: The Big Cat
- 1949: Down Memory Lane
- 1950: The Iroquois Trail
- 1951: Lorna Doone
- 1951: The Texas Rangers
- 1951: Mask of the Avenger
- 1952: Scandal Sheet
- 1952: The Brigand
- 1952: Kansas City Confidential
- 1953: 99 River Street
- 1954: They Rode West
- 1955: Tight Spot
- 1955: Hell's Island
- 1955: 5 Against the House
- 1955: The Phenix City Story
- 1957: The Brothers Rico
- 1958: Gunman's Walk
- 1960: Hell to Eternity
- 1960: Key Witness
- 1961: The Secret Ways
- 1961: The Young Doctors
- 1962: Kid Galahad
- 1963: Rampage
- 1966: The Silencers
- 1967: A Time for Killing
- 1968: The Wrecking Crew
- 1970: Hornets' Nest
- 1972: Ben
- 1973: Walking Tall
- 1975: Framed